# 13 juin 2009
Le samedi 13 juin 2009 est le 164e jour de l'année 2009.

## Décès
- Fathi Yakan (né le 9 février 1933), intellectuel musulman et homme politique libanais
- Maurice Zalewski (né le 22 août 1914), photographe français
- Mitsuharu Misawa (né le 18 juin 1962), catcheur japonais
- Percival Rubens (né le 29 décembre 1929), réalisateur, scénariste et producteur sud-africain
- Pierre Paulin (né le 9 juillet 1927), designer français
- Sonam Topgyal Kazi (né le 1er janvier 1925), écrivain et traducteur tibétain

## Événements
- Début du Tour de Suisse 2009